# سيرجيو جيفارا
سيرجيو جيفارا (بالإسبانية: Sergio Guevara)‏ (7 يوليو 1973 في غواتيمالا - ) هو لاعب كرة قدم غواتيمالي في مركز الوسط. شارك مع منتخب غواتيمالا لكرة القدم. أما مع النوادي، فقد لعب مع ميونيسيبال ونادي أورورا.

## وصلات خارجية
- سيرجيو جيفارا على موقع الاتحاد الدولي (مؤرشف)  (الإنجليزية)
- سيرجيو جيفارا على موقع إي إس بي إن إف سي (الإنجليزية)
- سيرجيو جيفارا على موقع قاعدة بيانات كرة القدم.إي يو (الإنجليزية)
- سيرجيو جيفارا على موقع ناشيونال فوتبول تيمز (الإنجليزية)